# 加藤勝彦
加藤 勝彦（かとう まさひこ、1965年（昭和40年）5月23日 - ）は、日本の実業家。みずほ銀行代表取締役頭取。

## 来歴
愛知県で米店を営む家族の下に生まれる。東海中学校・高等学校では剣道部に所属し三段を取得。慶應義塾大学商学部に入学後、当初は商社志望だったが卒業後、1988年に富士銀行（現・みずほ銀行）に入る。
2004年にみずほコーポレート銀行香港支店参事役就任後、2013年に帰国しみずほ銀行東京法人営業部副部長となる。2013年に再び海外のハノイ支店長、2016年にソウル支店長となり、15年以上をアジア圏の海外で過ごす。2016年に執行役員、2019年に名古屋営業部長となり、2022年に取締役頭取に就任。
2023年に全国銀行協会会長。

## 人物
第一国立銀行を設立した渋沢栄一について、「渋沢は経済発展によって日本の独立を高めようとした」と述べた。また、キャッシュレス化が進む中で、ATMの設置戦略の見直しや全店舗の4割にあたる個人向け店舗を資産運用などのコンサルティングの店舗にする方針を掲げた。